# Izjaslav II. Kijevski
Izjaslav II. Mstislavič (ukrajinsko Ізяслав Мстиславич, rusko Изяслав II Мстиславич) je bil drugi sin novgorodskega kneza Mstislava Vladimiroviča in švedske princese Kristine Ingesdotter, * okoli 1096 † 13. november 1154
Krščen je bil kot Pantelejmon. Izjaslav se šteje za prednika volinske veje  Monomahovičev.
V svoji vladarski karieri je bil knez Kurska, Polocka, Perejaslavska, Volina in veliki kijevski knez. 

## Družina
Izjaslavova prva žena je bila hčerka Konrada III. Nemškega in njegove prve žene Gertrude Comburške in se je verjetno imenovala Neža (Agnes). Umrla je leta 1151. Njuni otroci so bili:
- Mstislav II. Kijevski
- Jaroslav II. Kijevski
- Jaropolk Šumski
- Evdoksija  , poročena z Mješkom III. Starim, vojvodom Poljske[2]
- hčerka, leta 1143 poročena z druškim knezom Rogvoldom[2]

Izjaslavova druga žena je bila Rusudan ali Bagrationi, hčerka kralja Demetrija I. Gruzijskega. Poročena sta bila samo nekaj mesecev pred njegovo smrtjo leta 1154. Po njegovi smrti se je vrnila v Gruzijo.